# Sprängaren (roman)
Sprängaren är en kriminalroman från 1998 av Liza Marklund. Detta var Liza Marklunds första bok om journalisten Annika Bengtzon. Romanen har också filmatiserats 2001 med Colin Nutley som regissör och Helena Bergström som Annika Bengtzon, se vidare Sprängaren.